# Rinorea friisii
Rinorea friisii är en violväxtart som beskrevs av Michael George Gilbert. Rinorea friisii ingår i släktet Rinorea och familjen violväxter. Inga underarter finns listade i Catalogue of Life.